# Eriocaulon rosenii
Eriocaulon rosenii là một loài thực vật có hoa trong họ Eriocaulaceae. Loài này được (Pax) Lye mô tả khoa học đầu tiên năm 1995.